# Jabbawockeez
JabbaWockeeZ — мужской танцевальный коллектив из штата Калифорния выступающий преимущественно в хип-хоп стиле. Популярность пришла к ним после их появления в первом сезоне телешоу «Америка ищет таланты», а в дальнейшем они стали победителями первого сезона видеоконкурса хип-хоп танца «Короли танцпола» по результатам голосования. После победы группа получила большое продвижение, появляясь в видеоклипах, рекламе, совершая интернациональное турне, и выступая с Шакиллом О’Ниллом в 2009 году в NBA All-Star Game. Они известны тем, что носили простые белые маски и перчатки, чтобы заставлять зрителей сосредотачиваться на своем движении как группы, а не отдельных её членов. Своё название коллектив берёт из шутливого стихотворения Льюиса Кэрролла «Бармаглот» («Jabberwocky»).

## Карьера
После победы в конкурсе «Короли танцпола» 27 марта 2008 года коллектив снискал огромную популярность и получил уникальную возможность показать себя широкой аудитории. Эта победа принесла коллективу выигрыш в размере 100 тысяч американских долларов. Финальное выступление «JabbaWockeez» состоялось под композицию «Stronger» Канье Веста, которое стало их первым публичным выступлением без масок.
После конкурса «Лучшая танцевальная команда США», «JabbaWockeez» появились в рекламных роликах компании «Pepsi» и производителя энергетических напитков «Gatorade» , выступили в телешоу «The Ellen DeGeneres Show»  и «Live with Regis and Kelly», снялись в эпизоде художественного фильма «Шаг вперёд 2: Улицы» , а также запустили в продажу свою собственную линию одежды. Вместе с «Super Cr3w», победителями второго сезона конкурса «Короли танцпола», «JabbaWockeez» выступили на открытии конкурса «Битва VMA», надо отметить, что обе команды не соперничали друг с другом во время этого выступления.

## Фильмография
Телевидение
- 2011: America’s Best Dance Crew Season 6
- 2010: America’s Best Dance Crew Season 5
- 2007: America’s Got Talent[7][8]
- 2008: America's Best Dance Crew on MTV
- 2008: Live with Regis and Kelly
- 2008: The Ellen DeGeneres Show
- 2008: Mi TRL on MTV
- 2008: KUSI
- 2008: Balitang America on TFC
- 2008: Asian Excellence Awards on ralph delmiguezE!
- 2008: Лейкерс-Спёрс Игра номер 2 в Стейплс-центре
- 2008: MTV Movie Awards Brief performance alongside ralph crew
- 2008: America's Best Dance Crew Season 2 TV promo Edition
- 2008: America's Best Dance Crew Season 2 Casting Special
- 2008: America's Best Dance Crew Season 2 Walk It Out with the JabbaWockeeZ and Shane Sparks
- 2008: Adobo Nation on TFC
- 2008: 2008 MuchMusic Video Awards
- 2008: 2008 BET Awards Brief performance with Ne-Yo at the end of his set
- 2008: MTV Asia Awards 2008
- 2008: Teen Choice Awards 2008[9] Brief performance with Chris Brown and ACDC
- 2008: America's Best Dance Crew Battle for the VMAs. Performed with Super Crew.
- 2009: America’s Best Dance Crew Season 3
- 2009: Матч всех звёзд НБА 2009 года Представление с Шакил О’Нилом
- 2009: The Quest for G Appearance in Gatorade’s commercial[10]
- 2009: The Ellen DeGeneres Show[5]
- 2009: America's Next Top Model MACKY BURBANO
- 2009: This Is SportsCenter commercial
- 2009: 2009 Latin Billboard Music Awards Performance with Daddy Yankee
- 2009: So You Think You Can Dance guest performance[11]
- 2009: Philippines Wowowee guest performance
- 2009: Philippines ASAP (variety show) guest performance[12]
- 2009: 106 & Park
- 2009: Dancing with the Stars
- 2009: America's Next Top Model
- 2010: Philippines ASAP XV
- 2010: Philippines Banana Split (TV series)
- 2010: Pinoy Big Brother: Double Up (Big Date on the Big Night)
- 2010: Showtime (TV show)
- 2010: Wowowee
- 2011: Shake It Up!

Фильм
- 2008: Шаг вперёд 2: Улицы (камео в удалённой сцене)[6]

Музыкальные видео
- 2008: Daddy Yankee — Pose[13]
- 2009: DJ Drama — Day Dreaming`
- 2009: Leona Lewis — «Forgive Me»
- 2010: Давид Гетта совместно с Крисом Уиллисом, Fergie и LMFAO — «Gettin' Over You»
- 2014: Young Money — Senile
- 2018: Tiesto with Gucci Mane & Sevenn - Boom
- 2019: DaBaby - BOP on Broadway

Живые выступления
- 2008: Walt Disney 2008 Gradnite
- 2008: America’s Best Dance Crew Live Tour with Super Cr3w, Breaksk8, Fanny Pak, and A.S.I.I.D.
- 2009: Full Service Tour with NKOTB[14]
- 2009: University of Florida «Legends of the Swamp» Homecoming Pep Rally aka Gator Growl[15]
- 2009: Knott’s Scary Farm «Scion Night»
- 2010: MusicFest2010 with Kris Allen and Boyce Avenue
- 2010: SM Mall of Cebu, North Parking

Cebu City, Philippines, on Feb 5th
- 2010: McKinley Hill Concert Grounds @Fort Bonifacio,Taguig City, Manila, Philippines on Feb 6th
- 2012: Hip-Hop Internatoinal
- 2014: World Of Dance